# Komisija za politiko enakih možnosti Državnega zbora Republike Slovenije
Komisija za politiko enakih možnosti je bivša komisija Državnega zbora Republike Slovenije.

## Sestava
2. državni zbor Republike Slovenije
- izvoljena: 15, maj 1997
- predsednik: Darinka Mravljak
- podpredsednik: Roman Jakič
- člani: Helena Hren - Vencelj, Ivan Kebrič, Majda Ana Kregelj - Zbačnik, Rudolf Moge, Anton Partljič, Franc Potočnik, Ciril Ribičič, Pavel Rupar